# Estadi Municipal Nou Pepico Amat
L'Estadi Municipal Nou Pepico Amat, inaugurat el 30 de setembre de 2012 i situat al carrer Heidelberg d'Elda (Vinalopó Mitjà), és un estadi de futbol de titularitat municipal en què juga actualment el Club Deportivo Eldense, amb capacitat per a 4.036 espectadors. L'estadi, de gespa artificial, està classificat com a Categoria 2 de la UEFA. Acull també els partits de l'Elda Industrial Club de Futbol. Alberga també les Escoles Esportives Municipals d'Arts Marcials i Gimnàstica de manteniment.

## Història
Construït amb fons provinents del Pla Confiança de la Generalitat Valenciana, va tindre un cost de 4,5 milions d'euros i vi a substituir l'antic estadi Pepico Amat, inaugurat el 1964.
L'estadi rep el nom de José Amat Cerdán, conegut com a Pepico Amat, qui va ser futbolista i entrenador de futbol i handbol, nascut a Elda el 1917 i mort el 23 de desembre de 1994. Va militar en les files del RCD Espanyol els anys 40.